# Sandra Cuevas
Sandra Xantall Cuevas Nieves (Ciudad de México, 25 de mayo de 1986) es una empresaria y política mexicana. Fue alcaldesa de Cuauhtémoc de 2021 a 2024.

## Biografía
Cuevas estudió Comercio Internacional en la Universidad del Valle de México. Posteriormente realizó la maestría en Economía y actualmente cursa el doctorado en Derecho. Tiene diplomados en mercados asiáticos y en comercio exterior.
Es fundadora y presidenta del proyecto social Por un México Bonito.

## Trayectoria política

### Alcaldía Cuauhtémoc
Cuevas contendió en las elecciones locales de la Ciudad de México de 2021 por la Alcaldía Cuauhtémoc como candidata de la coalición Va por México, compuesta por los partidos PRD, PRI y PAN. Obtuvo el triunfo con el 48% de las votaciones.
Al inicio de su administración, intentó implementar un corredor, tecnológico y cultural sobre la calle de Génova en la llamada Zona Rosa de la Ciudad de México inspirado en el Fremont Street Experience de las Vegas, a raíz de esta propuesta diversas críticas de la ciudadanía incluyendo de la Jefa de Gobierno Claudia Sheinbaum la alcaldesa desistió de la idea y reconsideró mejor realizar un corredor verde sobre la misma zona.
El 14 de marzo de 2022, fue suspendida temporalmente de su cargo para enfrentar un proceso penal por los delitos de abuso de autoridad, robo y discriminación en perjuicio de dos policías auxiliares. Sin embargo, una semana después fue restituida tras llegar a un acuerdo con los agraviados y ofrecerles una disculpa pública.
En mayo de 2022, se puso en marcha un plan de desarrollo urbano donde bajo la premisa de "orden y limpieza", los rótulos en los puestos callejeros desaparecían y serían pintados de color blanco con una franja azul con el logotipo de la alcaldía. Esto generó críticas por parte de algunas organizaciones sociales y grupos críticos de la administración de Cuevas, quienes lo señalaron como un acto autoritario. Sin embargo, la alcaldesa afirmó que la medida solo era un ordenamiento de la imagen urbana, no un hecho exclusivo en su alcaldía, pues en otras demarcaciones se han implementado programas similares.
El 25 de enero de 2023, la mandataria se enfrentó con las autoridades de la Ciudad de México. Pues durante diligencias realizadas en las Oficinas de Desarrollo Social y Bienestar en la alcaldía Cuauhtémoc, se desplegó un dispositivo de seguridad alrededor del inmueble.  Los elementos de la Secretaría de Seguridad Ciudadana, no le permitieron el acceso al edificio a la funcionaria, quien acompañada de sus trabajadores intentaron en varias ocasiones ingresar sin éxito, por lo que procedió a encarar al Contralor Juan José Serrano que participó en dicho operativo. La Contraloría de la Ciudad de México encontró en la Oficina de Desarrollo publicidad de lonas y volantes impresos en contra de la jefa de Gobierno Claudia Sheinbaum, lo que podría significar un desvío de recursos para financiar esta campaña; de inmediato hizo público lo que vieron en aquellas oficinas, los cuales fueron decomisados por autoridades de la Ciudad de México dentro de la Alcaldía Cuauhtémoc. En un inicio Sandra Cuevas negó la existencia de dichos volantes. El 27 de enero realizó formalmente una denuncia ante la fiscalía de la Ciudad de México, en contra del contralor involucrado.
El 31 de enero de 2023, se difundió un video donde se observa a Sandra Cuevas en una visita a la unidad habitacional "La Fortaleza" –en el barrio de Tepito–, en el que condiciona la realización de trabajos de mejoramiento a cambio de que los vecinos no permitan el ingreso de ningún otro partido político a la zona.
En noviembre de 2023, después del anuncio de Santiago Taboada como precandidato único de la coalición Va por la Ciudad de México, Sandra Cuevas anunció su quiebre con la coalición. Denunció al liderazgo de los tres partidos por "falta de palabra, falta de solidaridad y falta de proyecto".
El 19 de febrero de 2024 se anunció formalmente que Sandra Cuevas competiría por un escaño en el senado bajo la marca del partido Movimiento Ciudadano. Ella ocuparía la segunda fórmula, mientras que Alejandra Barrales ocuparía la primera, en la carrera por los escaños de la Ciudad de México. El 1 de marzo del mismo año, tomó licencia para separarse de su cargo como alcaldesa para competir en las elecciones federales de 2024.